# Julitte de Tarse
Julitte de Tarse ou Juliette d'Iconium est une riche veuve d'Iconium (aujourd'hui Konya en Turquie), dépouillée par un homme d'affaires qu'elle voulut poursuivre en justice ; mais les chrétiens du début du IVe siècle ne pouvaient témoigner à un procès qu'en reniant leur foi. La persécution qu'elle voulut éviter la força à venir à Tarse en Cilicie, avec son fils, Cyr, âgé de trois ou quatre ans. Elle refusa d'abjurer sa foi et elle fut condamnée au bûcher sous le règne de Dioclétien.
Elle est fêtée le 16 juin en Occident, et le 30 juillet en Orient,. L'Église orthodoxe, quant à elle, la commémore le 15 juillet.
Son jeune fils Cyr, dit aussi parfois saint Quirice, est l'un des plus jeunes martyrs de la chrétienté à la suite des saints Innocents.

## Ses traces toponymiques et son culte (souvent associé à celui de saint Cyr)
- église Saint-Julitte-Saint-Cyr, Crannes-en-Champagne ;
- la commune de Sainte-Juliette (Tarn-et-Garonne) ;
- la commune de Sainte-Juliette-sur-Viaur (Aveyron) ;
- l'église Saint-Cyr et Sainte-Julitte des Mathes (Charente-Maritime) ;
- l'église Saint-Cyr et Sainte-Julitte de Montjaux (Aveyron) ;
- cathédrale Saint-Cyr-et-Sainte-Julitte de Nevers à Nevers (Nièvre) ;

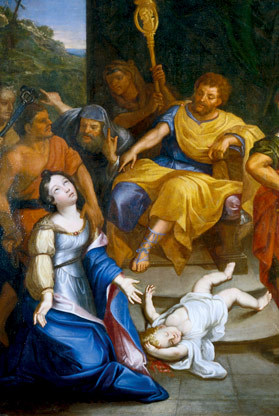
Le martyre de sainte Julitte (anonyme, 2e moitié du XVIIe siècle), église Saint-Cyr-Sainte-Julitte de Villejuif.

- église Saint-Cyr-Sainte-Julitte d'Ambon (Morbihan) ;
- église Saint-Cyr-Sainte-Julitte[5] de Saint-Cyr-sur-Loire (Indre-et-Loire) ;
- église Saint-Cyr-Sainte-Julitte de Villejuif[6] (Val-de-Marne) ;
- église Saint-Cyr-Sainte-Julitte[7] de Billy (Allier) ;
- église Saint-Cyr-Sainte-Julitte[8] de Diou (Allier) ;
- église Saint-Cyr-Sainte-Julitte[9] de Champagnole (Jura) ;
- église Saint-Cyr-Sainte-Julitte de Saint-Cyr-la-Roche (Corrèze) ;

- église Saint-Cyr-Sainte-Julitte[10] de Saint-Cyr-en-Arthies (Val-d'Oise) ;
- église Saint-Cyr-Sainte-Julitte[11] de Saint-Ciergues (Ardennes) ;
- église Saint-Cyr-Sainte-Julitte de Jarzé (Maine-et-Loire) ;
- église Saint-Cyr-Sainte-Julitte de Pont-de-Metz (Somme) ;
- église Saint-Cyr-Sainte-Julitte d'Escurolles (Allier) ;
- église Saint-Cyr-Sainte-Julitte de Clamerey (Côte d'Or) ;
- église Saint-Cyr-Sainte-Julitte de La Celle-Saint-Cyr (Yonne) ;
- église Saint-Cyr-Sainte-Julitte[12] de Saint-Cyr-les-Colons (Yonne) ;
- église Saint-Cyr-Sainte-Julitte[13] de Vézannes (Yonne) ;
- église Saint-Cyr et Sainte-Julitte de Crouy-sur-Ourcq (Seine-et-Marne) ;
- église Saint-Cyr et Sainte-Julitte de Brétigny (Eure) ;
- église Saint-Cyr et Sainte-Julitte de Contres (Loir-et-Cher) ;
- église Saint-Cyr et Sainte-Julitte de Chemille-sur-Deme (Indre-et-Loire) ;
- église Saint-Cyr et Sainte-Julitte[14] de Chiré-les-Bois (Vienne) ;
- église Saint-Cyr et Sainte-Julitte de Céaux (Manche) ;
- église Saint-Cyr-et-Sainte-Juliette de Saint-Cyr-sous-Dourdan (Essonne) ;
- église Saint-Cyr et Sainte-Julitte de Saint-Cyr-en-Retz, commune de Villeneuve-en-Retz (Loire-Atlantique) ;
- église Saint-Cyr et Sainte-Julitte de Cormicy (Marne)
- église Saint-Cyr et Sainte-Julitte de Seneffe en Belgique[15] ;
- un prieuré de Saint-Cyr-et-Sainte-Juliette[16] a existé à Nantes (Loire-Atlantique) (disparu) ;
- la fontaine Sainte-Julitte à Remungol (Morbihan) ;
- la fontaine Sainte-Julitte[17] à Ambon (Morbihan) ;
- la chapelle et la fontaine Sainte-Julitte dans l'ancienne chapellenie du manoir du Breignou à Bourg-Blanc (Finistère) ;
- la chapelle (désormais en ruines) de Lanjulitte en Telgruc-sur-Mer (Finistère) ;
- le château de Sainte-Julitte à Saint-Flovier (Indre-et-Loire) ;
- un quartier Sainte-Julitte existe à Tours (Indre-et-Loire) ;
- une verrière représente saint Cyr et sainte Julitte dans l'église Saint-Cyrcq du lieu-dit Villotte à Varès (Lot-et-Garonne) ;
- l'école privée Saint-Cyr-et-Sainte-Julitte à Argentré (Mayenne) ;
- la paroisse Sainte-Julitte à Saint-Cyr-l'École (Yvelines) ;
- l'église Saint-Cyr à Issoudun (Indre) Vitrail évoquant la vie et le martyre de Ste Juliette et St Cyr.